# 费利克斯·萨翁
费利克斯·萨翁（西班牙語：Félix Savón，1967年9月22日—），古巴男子拳击运动员。他曾代表古巴参加1992年、1996年和2000年夏季奥林匹克运动会拳击比赛，获得三枚金牌。